# Luís Tavares da Cunha Melo
Luís Tavares da Cunha Mello (22 de setembro de 1905 – Rio de Janeiro, 15 de fevereiro de 1990) foi um militar brasileiro.

## Biografia
Sentou praça em abril de 1924, ingressando na Escola Militar do Realengo, no Rio de Janeiro, então Distrito Federal. Promovido a major em junho de 1943, integrou a Força Expedicionária Brasileira que em 1944 e 1945 combateu os fascistas na Itália durante a Segunda Guerra Mundial. Em julho de 1962 foi promovido a general de brigada.
Em 1964 comandava a Infantaria Divisionária da 1ª Divisão de Infantaria, sediada em Niterói. As Infantarias Divisionárias eram comandos subordinados às Divisões de Infantaria e foram convertidas a brigadas nos anos 70. Seu superior era Oromar Osório, comandante da 1ª Divisão de Infantaria sediada na Vila Militar. Oromar, por sua vez, era subordinado ao Primeiro Exército. Com a deflagração do golpe de Estado no Brasil em 1964, foi designado por volta das 13:00 de 31 de março para comandar a reação legalista à Operação Popeye vinda de Minas Gerais. Estava disposto a avançar, mas suas ordens foram apenas defensivas. Recebeu, além de seus regimentos, elementos de artilharia, engenharia e blindados. Os blindados foram retirados para que pudessem reagir ao que ocorresse em São Paulo. Declarou a seus oficiais: “Amanhã iremos almoçar em Juiz de Fora”. Sua frase fazia referência à do coronel Antônio Moreira César, que na Guerra de Canudos bradou “Vamos almoçar em Canudos!” e morreu no ataque subsequente. Cunha Melo expressou assim sua confiança na sua superioridade.
Seu oponente era o general Antônio Carlos Muricy, comandante do Destacamento Tiradentes e seu antigo professor na Escola de Estado-Maior. O conflito não era pessoal; eles tinham uma relação cordial. Na manhã de 1º de abril uma das unidades legalistas, o 1º Regimento de Infantaria (Regimento Sampaio), aderiu ao Destacamento Tiradentes. Cunha Melo ficou enfraquecido, mas entrincheirou suas forças restantes à frente da cidade de Areal e estava disposto a lutar. Porém, com a notícia da saída do general Armando de Moraes Âncora, comandante do Primeiro Exército, para negociar, o combate não fazia mais sentido. Argemiro de Assis Brasil, chefe do Gabinete Militar, instruiu-o que “fizesse o que quisesse”. Cunha Melo negociou com Muricy para permitir a passagem do Destacamento Tiradentes sem resistência.
Após a deposição de João Goulart, em 14 de abril de 1964 teve seus direitos políticos suspensos por dez anos, por força do Ato Institucional Número Um (9 de abril de 1964). Beneficiado pela anistia decretada em agosto de 1979, foi reformado em julho de 1980.
Morreu na cidade do Rio de Janeiro, no dia 15 de fevereiro de 1990.

### Citações
1. ↑  CPDOC FGV 2001, MELO, Cunha.
2. ↑  Pedrosa 2018, p. 163.
3. ↑  Pedrosa 2018, Apêndice 3.
4. ↑  Neto, s/d.
5. ↑  Faria 2013, p. 394-395.
6. ↑  Muricy 1981, p. 552.
7. ↑  Faria 2013, p. 423-425.
8. ↑  Faria 2013, p. 433-438.